# Enchiridion
Enchiridion Eller then Swenska Psalmboken är en psalmbok som skrevs av Petrus Rudbeckius och trycktes i Västerås under 1620-talet, boken blev aldrig officiellt antagen men var utgiven i flera upplagor.
Redan 1530 (1526?) utgav Olaus Petri den första svenska psalmboken Swenske songer eller wisor. Denna utkom vidare under 1500- och 1600-talets första årtionden i nya och utvidgade upplagor. De flesta av dessa tidiga psalmböcker var tryckta i Stockholm, men även i Lübeck och Uppsala. 
Den första upplagan av Petrus Rudbeckius Enchiridon utkom troligen 1620 - dock finns inget av detta exemplar bevarat. Under de följande åren utgavs en följd av nya upplagor av denna bok, som i flera avseenden, inte minst genom nya hymnologiska bidrag, skiljer sig från de tidigare psalmbokspubliceringarna. De flesta av dessa trycktes i Västerås av Olof Olofsson Helsing, bland annat en upplaga från 1622. 
För större delen av det dåvarande svenska folket utgjorde Petrus Rudbeckius Enchiridion, parallellt med en då så betydelsefull skrift som Luthers lilla katekes, den bok ur vilken folk kunde tillfredsställa sin andliga längtan. Den bibliografiska undersökningen och redovisningen av denna numer så sällsynta psalmbok, avseende de olika utgivningsåren och inbördes samband, är mycket besvärlig.

## Psalmer i Enchiridion 1627

### I. Om Gudz Lagh och itt Christelighit leffwerne, som alla the Gudz Folck äre, föra skola, om the ellies wilia undfly hans förbannelse och warda Welsignade
- Thesse äro the Tijo Budh
- Gudh Fadher uthi himmelrijk
- Then som wil en Christen heta
- Säl är then man som icke gåår
- Herre hoo skal ewinnerligh
- Säl är then man som fruchtar Gudh
- Kommer här och låter oss Herren Gudh prijsa

### II. Om Christi Evangelio och Trones Rättferdigheet som för Gudh gäller, hwilken alla haffua skola som wilia ingå i Gudz Rike och undwijka thet ewigha helwetet
- Wij troo uppå en Alzmechtigh Gudh (Symbolum Lutheri)
- Credo in unum Deum (Symbolum Nicenum)
- Wij troo uppå en Gudh
- Te Deum laudamus (Canticum Ambrosij & Augustini)
- O Gudh wij loffwe tigh
- O Gudh wij loffue tigh (Te Deum laudamus Lutheri)
- Herre, nuu låter tu tin Tienare fara i fridh
- Af Adams fall är plats förderffuat
- Ah wij syndare arme
- Höghfärd är en odygd så stoor
- Hwar man må nu wäl glädia sigh
- Gudh aff sinne barmhertigheet

### III. Om Bönen medh hwilka wij hoos Gudh wår H. Fadher i Jesu nampn/ få thet oss nyttigt är och aff bidie all skadha bådhe til lijff och siäl
- Fadher wår som i himblom äst
- O Fader wår högdt öffuer oss i Himmelrijk
- Gudh Fadher uthi Himmelrijk

### IV. Om Sacramenten
- Wår HErre Christ kom til Jordan
- JEsus Christus är wår hälsa
- Gudh ware lofwad och högeliga prisad

### V. Om een rätt Skrifftermåål
- Min hogh frå Menniskor hafwer iagh
- Förbarma tigh / Gudh / öfwer migh
- O Herre Gud, gör nåd med mig
- Av djupets nöd, o Gud, till dig
- Allena til tigh Herre Jesu Christ
- Beklagha aff all mijn sinne

### VI. Om Gudz hierteligha barmhertigheeth
- Min själ skall lova Herran
- Lofwa Gudh / min siäl / i alla stund
- Tacker Herranom, ty han är godh
- Enom Konung täcktes thet så
- En Lijknelse klar och uppenbar
- En riker man / wäldiger han
- Gudh warder liknad widh en man
- Kommer hijt til migh säger Gudz Son
- O Menniskia wiltu betänkia
- Mitt Hierta hwij grämer tu tigh

### VII. Om kors och bedröffuelse
- Hwad kan migh stå til trång
- På tigh hoppes iagh O Herre kär
- Then som under hans beskärm boor.
- Min Siäl skal uthaff hiertans grund
- O Gudh förlään migh tina Nådh
- Må jagh icke Olyckan ungå
- Jagh ropar til tigh O Herre Christ
- O Gudh hwem skal jagh klagha, Min
- O Gudh hwem skal jagh klagha, Then
- Hwad min Gudh wil, Altidh thet skeer
- Welsignadt ware JEsu Nampn
- Låt thet icke förtryta tigh
- Then onde wachtar ther fast uppå
- Gör wäl och låt alt ondt bestå

### VIII. Om Werldennes wäsende
- Säl är then man som hafwer kär
- Hwij berömmer tu fast tigh
- Tå migh går sorg och nödh uppå
- Ingen effter Gudz Rijke ståår
- O Herre Gudh aff Himmelrijk, Huru

### IX. Om Gudz ord och Församling
- Hielp Gudh hwadh för jemmerligh
- O Herre hwadh een mechtigh hoop
- O Herre Gudh af Himmelrijk
- Then Ogudhachtighe sägher så
- Jag sjunger om en konung bold
- Vår Gud är oss en väldig borg
- Gudh ware oss barmhertig och mild
- Utan Herren faller oss till
- Jerusalem tu helga stadh / Prisa tin Gudh medh gamman
- O Herre Gudh tijn helgha Ord
- O Herre Gudh, tijn helgha Budh
- Frögder edher i thenna tidh
- O Ewighe Gudh aff Ewigheet
- Waka up, Waka up i Gudz Nampn
- Bewara oss Gudh i tijn Ord
- Sigh frögde nuu Himmel och Jord
- Itt gott berådh och wäl betänckt modh
- Så skön lyser then Morghonstiern
- Gudh är wår starckheet och tilflycht
- O Rom går thet nuu så medh tigh
- Gudh Fadhet wiliom wij prijsa

### X. Att Gudh seer alt hwad wij göre
- Herre tu uthransakar mig
- Gudh står i Gudz Församling
- Then som effter Gudz rijke står

### XI. Om Christo och then förlosning som skedt är, genom hans Mandoms anammelse
- Lofwad ware HErren Israels Gudh
- Min siäl prisar storliga HErran

#### Om Christi födhelse
- Werldennes Frelsaren kom här
- Wij lofwom Christ en Konung bold
- War Gladh tu helgha Christenhet
- Alle Christne frögda sigh
- Christus är födder af een jungfru reen
- Frögder eder alle
- Resonet in laudibus
- Hwar Christrogen frögde sigh
- All then ganska Christenhet
- Alleneste Gudh i Himmelrijk, Ware
- Dies est laeticia eortu regali
- Een Jungfruu födde itt Barn idagh
- Lofwad ware tu Jesu Christ
- Gläd tigh tu helgha Christenhet
- Puer natus in Bethlehem
- Esaiae Prophetenom hende thet så
- O Jesu Christ som Mandom togh
- In dulci jubilo

#### Om Christi Lijdhande
- Min Gudh, min Gudh, sade Christus
- Hielp migh / min Gudh / min sorg migh qwäl
- O Gudh wår Fadher i Ewigheet
- Hjelp Gudh at jagh nuu kunde
- Jesus uppå Korset stodh
- O Rene Gudz Lamb oskyldigh

#### Om Christi Upståndelse
- Nu är kommen wår Påska frögd
- Christ lågh i Dödzens bandom
- Victimae Pascharli laudes
- Jesus Christus han är worden
- Christus är upstånden aff Dödha
- Gladeligh wele wij Haleluia siunga
- Surrexit Christus hodie
- Upstånden är wår Herre Christ, för
- Upstånden är wår Herre Christ, Alles wår
- Sigh frögde nu hwar Christen Man

#### Om Christi Himmelsfärd
- Jesus tu äst wår Salighet
- Ascendit Christus hodie
- Upfaren är wår Herre Christ
- Herren uthi sin högsta Thron
- O Högste Herre Jesu Christ
- Christus then rätte Herren
- Jesu som är wår Frelsare

### XII. Om then H. Anda
- Kom helghe Ande Herre godh
- Nuu bidhiom wij then helghe And
- O tu helghe Ande kom
- Kom helghe Ande Herre Gudh
- Wij begåm nuu then hugneligh tijdh
- Then helge Andes Nådh

### XIII. Om the H. tree Personer uthi ett sant Gudhdoms wäsende
- O Fadher wår Barmhertigh och godh
- Herre Gudh Fadher stadt oss bij
- O Herre Gudh aff Himmelrijk, giff

### XIV. Om fridh och roligheet, och ther Gudh icke teckes giffua fridh
- Förläna oss Gudh så Nådheligh
- Gudh gifwe wårom Konung
- Herren wår Gudh ware tigh blijdh
- Hielp Gudh uthaff tin nådhes tron
- O HErre Gudh betee tin macht
- Herre som offta nådeligh
- Wendt aff tin Wredhe, Herre Gudh
- Uthi tijn stora Wredhe

### XVI. Tacksäyelse och Bön/ Morgon och Affton/ bådhe för that at Gudh haffuer oss faderligen beskyddat/ som ock at han willi regera oss medh sin H. Anda/ och widare för all farligheet bewara

#### Morgon Psalmar
- Tigh Herre mild, jagh tacka wil
- Min Gudh och Fader käre
- Jagh wil aff hiertans grunde
- Lustigh aff hiertans grunde
- Tigh Herre, wil jagh prijsa

#### Affton Psalmar
- Christe som liuus och daghen är
- Efter Gudz skick går thet så til
- O Herre Gudh som all ting skoop
- Christe sann Dahsens liuus och skeen

### XVII. Om then wälsignelse som ett Gudhfruchtigt ächtenskap och huushåld medh sigh haffuer
- Gudh som all ting skapadhe
- Wi önske wår Brudgum och wår Brudh

### XVIII. Om Menniskiones första skapelse/ ynkeligha fall/ och usla leffuerne/ aff Gudz wredhe för syndennes skul/ i thenna älenda jämmerdalen
- O Herre Gudh aff Himmelrijk/ Hwadh tu äst mild och misskundeligh
- O Herre Gudh aff Himmelrijk/ Wår tilflycht ästu ewinnerligh
- En syndigh Man

### XIX. Om Dödhen/ Upståndelsen oc Domen: at man them altijdh skal haffua i minnet/ och sigh ther til beredha. Item: huru/ och medh hwadh hopp/ och betenkiande wij skola begraffua wåra dödha
- Medhan man leffuer i werlden säll
- O Jesu Christ sann Gudh och man
- Ewinnerligh är mitt hopp til Gudh
- När min tijdh och stund kommen är
- Medh glädhie och fridh får jagh nuu hän
- Wi som leffue på Werlden här
- Hela Werlden klaghar sigh
- Låt oss thenna Kropp begraffua
- Hörer till i Christroghne alle
- Libera me Domine
- Creator omnium rerum Deus
- Media vita in morte sumus
- Si bona suscepimus de manu Domini
- Credo quod Redemptor
- Jagh weet at min Förlossare lefwer
- I Stofft och Sand

### XX. Om himmelriket och helwetet
- Om en rijk man här siungom wij
- Waker up i Christne alle

## Utgåvor
- 1620 – Rudbeckius Petrus Johannis d.ä., red. Enchiridion eller then Svenska psalmboken sampt andra små vanligha handböker: flitigt öfversedt och corrigerat såsom ock med några nödtorfftiga stycker förbättrat och förmerat,. [Stockholm]. Libris 2515181
- 1622 – Rudbeckius Petrus Johannis d.ä., red. Enchiridion eller then swenska psalmboken sampt andra små wanligha handböker: flitigt öfwersedt och corrigerat, såsom ock medh några nödtorfftiga stycker forbättrat och förmerat (Präntat på nytt). [Stockholm]. Libris 2515182
- 1627 – Luther Martin, Josephus Flavius, Rudbeckius Petrus Johannis d.ä., red. Enchiridion eller then swenska psalmboken, sampt andra wanligha handböcker: flitigt öffuersedt och corrigerat, såsom ock medh många nödhtorfftiga stycker forbättrat och förmerat. Aff M. Petro Joh. Rudbeckio N. studio suo & sumptibus capituli [Elektronisk resurs]. Arosiæ tryckt aff Oloff Oloffzson, anno 1627.. Libris 19981242. http://urn.kb.se/resolve?urn=urn:nbn:se:kb:eod-2515186 (digitaliserad)
- Länk till lista över 13 upplagor